# Euphorbia baleensis
Euphorbia baleensis ist eine Pflanzenart aus der Gattung Wolfsmilch (Euphorbia) in der Familie der Wolfsmilchgewächse (Euphorbiaceae).

## Beschreibung
Die sukkulente Euphorbia baleensis bildet aus einer geschwollenen Wurzel spärlich verzweigte Triebe bis 75 Zentimeter Länge aus, die spreizklimmend und vierkantig sind. Sie werden etwa 8 Millimeter dick und sind an den Kanten in einem Abstand von 2 Zentimeter zueinander mit unscheinbaren Zähnen besetzt. Die einzeln stehenden Dornschildchen sind verlängert und werden bis 13 Millimeter lang. Es werden bis 14 Millimeter lange Dornen ausgebildet, die an der Basis bis auf 3 Millimeter verdickt sind. Die Nebenblattdornen werden 1 Millimeter lang.
Über Blütenstände, Blüten, Früchte und Samen ist nichts bekannt.

## Verbreitung und Systematik
Euphorbia baleensis ist im Südosten von Äthiopien auf roten Kalksteinböden mit Bewaldung in Höhenlagen von 1150 bis 1400 Meter verbreitet.
Die Erstbeschreibung der Art erfolgte 1993 durch Michael George Gilbert.